# Åke Andersson (labdarúgó, 1917)
Åke Magnus Andersson (Göteborg, 1917. április 22. – 1983. július 20.) svéd válogatott labdarúgó.